# Увлечение
„Увлечение“ (на английски: Abandon) е щатски психологически трилър от 1997 г., написан и режисиран от Стивън Гаха, базиран на книгата „Adams Fall“ от Шон Дезмънд. Във филма участват Кейти Холмс, Бенджамин Брат, Чарли Хънам, Зоуи Дешанел, Гейбриъл Юниън, Габриел Ман, Мелани Лински, Уил Маккормак и Фред Уорд.